# Huang You-di
Huang You-di (Guangdong, 12 januari 1912 - Kaohsiung, 4 juli 2010) was een Taiwanees musicus en componist. Hij componeerde ongeveer tweeduizend werken, waaronder het populaire Azalea's - geschreven tijdens de Tweede Chinees-Japanse Oorlog.